# Point chaud des Samoa
Le point chaud des Samoa est une structure géologique située dans l'océan Pacifique Sud, en Polynésie occidentale, et qui se traduit d'un point de vue géographique par l'alignement de plusieurs volcans, émergés ou immergés. Ce point chaud est à l'origine de la formation de nombreuses îles volcaniques, qui sont d'est en ouest : l'archipel des Samoa (qui inclut les Samoa et les Samoa américaines), l'île d'Uvea (Wallis et Futuna), et l'île Niulakita (Tuvalu). Plusieurs volcans sous-marins sont également rattachés à ce point chaud, dont le plus important est Vailulu'u, qui est le sommet le plus à l'est et considéré comme la position actuelle du panache thermique. La chaîne volcanique créée par le point chaud des Samoa mesure 1 300 km de long.

## Géographie

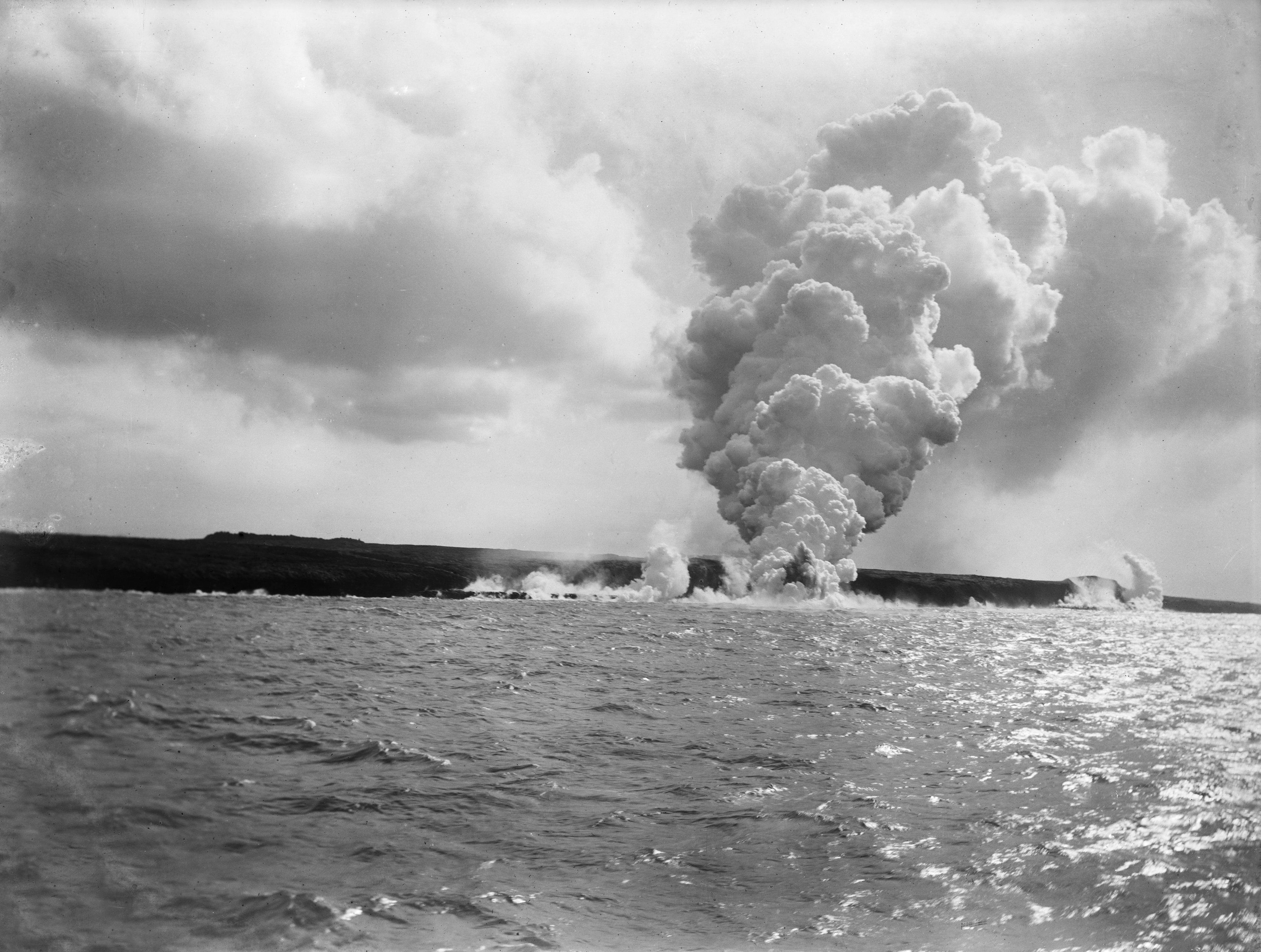
Éruption du mont Matavanu sur l'île de Savaiʻi, 1905.

Le point chaud des Samoa se trouve en Océanie, dans la partie la plus occidentale de la Polynésie. Il est visible en surface par un alignement d'îles qui constituent la partie visible d'une chaîne de volcans dont la majeure partie se trouve sous le niveau de la mer. Les îles volcaniques créées par le point chaud des Samoa sont d'est en ouest : les îles principales de l'archipel des Samoa (Savai'i, Upolu, Tutuila, Ofu-Olosega et Ta'u), l'île d'Uvea, île principale du territoire français de Wallis et Futuna, et l'île de Niulakita dans l'archipel de Tuvalu.
Des volcans sous-marins sont également recensés sur l'alignement de ce point chaud, notamment Pasco Banks, Alexa Bank, et Vailulu'u, qui est le sommet le plus à l'est de la chaîne.

## Géologie

### Contexte
Le point chaud des Samoa se situe dans une zone géologique très complexe d'un point de vue structural et tectonique appelée Melanesian Borderlands. Au niveau de l'archipel des Samoa la subduction de la fosse des Tonga est très active, mais au niveau de Wallis et Futuna cette subduction n'est plus active et l'activité tectonique est constituée par des dorsales relayées par de nombreuses failles transformantes, ce qui rend la frontière de plaques moins nette et plus diffuse. Cette région est appelée zone de fracturation Nord-fidjienne. Les îles les plus septentrionales des Tonga (Vavaʻu et Niuatoputapu) s'éloignent de l'Australie à une vitesse d'environ 160 mm/an, alors que Niue, qui est sur la plaque Pacifique de l'autre côté de la subduction, se rapproche de l'Australie de 80 mm/an. La subduction des Tonga engloutit donc la plaque Pacifique à une vitesse de 240 mm/an (somme des deux précédentes). Cela signifie également que le même taux de déformation est absorbé par le réseau de failles transformantes au niveau de la zone de fracturation Nord-fidjienne.

### Formation

Diagramme montrant comment des îles volcaniques sont formées par un point chaud.

Le modèle géologique du point chaud des Samoa est constitué par la plaque tectonique du Pacifique (lithosphère) se déplaçant de façon continue au-dessus du point chaud des Samoa (manteau) qui est considéré comme fixe. Au fur et à mesure que la plaque tectonique avance, de nouveaux volcans apparaissent comme résultat de la remontée de magma par à-coups, ce magma étant généré par la remontée de panaches thermiques constituant le point chaud. Les îles formées sont alignées dans une direction est-ouest correspondant à la direction de déplacement de la plaque Pacifique.
La théorie des points chauds a été formulée par Tuzo Wilson en 1963 en se basant sur l'étude de la formation de la chaîne volcanique de l'archipel d'Hawaï. Le modèle qui en découle prévoit que les volcans les plus anciens sont les plus éloignés du point chaud, et les plus récents sont les plus proches ou à la verticale de celui-ci. 
Le fonctionnement précis du point chaud des Samoa est encore mal connu des scientifiques, pour ne pas dire énigmatique. L'île la plus orientale de l'archipel des Samoa, Taʻū, et l'île la plus occidentale, Savaiʻi, ont toutes les deux connu des éruptions récentes, respectivement en 1866 et en 1905, ce qui semble contredire le modèle classique de point chaud. De plus, le point chaud des Samoa se situe à proximité immédiate d'une zone géologiquement très complexe et tectoniquement très active : la zone de fracturation Nord-fidjienne, qui engendre elle-même des anomalies thermiques.

### Vailulu'u
Le mont sous-marin Vailulu'u a été découvert en 1975 par des géophysiciens ayant remarqué une activité sismique inhabituelle, à 45 km à l'est de l'île de Taʻū dans les Samoa américaines. Il s'élève à 4 200 m au-dessus du plancher océanique et son sommet se trouve à 593 m sous le niveau de la mer. Le sommet de l'édifice est constitué par une caldeira sous-marine au milieu de laquelle se trouve un cône volcanique récent et actif appelé Nafanua, d'après le nom de la déesse de la guerre dans la mythologie samoane. Ce volcan actif est considéré comme étant la position actuelle du point chaud des Samoa, c'est-à-dire qu'il est le volcan le plus à l'est de la chaîne et le plus récent. Il est actif depuis au moins 8 000 ans et sa dernière éruption date de 2004. Ses laves sont basaltiques, et non tholéitiques comme celles d'Hawaï ou d'autres points chauds océaniques.